# شهرام انتخابی
شهرام انتخابی، هنرمند، فیلمساز و نقاش در سال ۱۹۶۳ در بروجرد متولد شده و اکنون در برلین اقامت دارد.
شهرام انتخابی دانش آموختهٔ رشتهٔ طراحی گرافیک در دانشگاه هنرهای زیبا و همچنین رشتهٔ معماری، شهرسازی و زبان در ایتالیاست. شهرام انتخابی در زمینه‌های طراحی، نقاشی، عکاسی و اینستالیشن نیز فعالیت می‌کند، اما ویدئو پرفورمنس‌های او از شهرتی جهانی برخوردارند. این آثار که غالباً با نگاهی جامعه شناسانه شکل می‌گیرند بیشتر روایت‌هایی از زندگی مهاجرین در غرب هستند.
انتخابی آثاری به سبک هنر چیدمان دارد.